# Gymnostomum aeruginosum
Gymnostomum aeruginosum là một loài Rêu trong họ Pottiaceae. Loài này được Sm. mô tả khoa học đầu tiên năm 1804.